# 北川恵海
北川 恵海（きたがわ えみ、1981年 - ）は、日本の小説家。

## 経歴・人物
大阪府吹田市出身。2014年、小説『ちょっと今から仕事やめてくる』で第21回電撃大賞の電撃小説大賞部門〈メディアワークス文庫賞〉を受賞する。2015年、同作が刊行、小説家としてデビューする。小説家の時雨沢恵一は、同作について「綺麗に始まり、綺麗に話が進み、綺麗に終わった作品です。あまりにスムーズにお話が流れるので、最後まで意外性がないといえばなかったのですが、個人的には、それは欠点にはならないと思います」と評価している。同年、同作で第4回静岡書店大賞〈映像化したい文庫部門〉を受賞する。
2017年、同作が福士蒼汰主演で映画化される。2019年、同作が飯島寛騎・鈴木勝吾主演で舞台化される。同作は、累計発行部数70万部を超えるベストセラーとなっている。
小説家になろうと思ったきっかけについて、「友人の結婚式でスピーチをした際に、とても感動した、といった声をもらったことで、言葉を使った仕事は楽しいかもしれない、と思うようになった」との旨を述べている。ワーキング・ホリデーの制度を使ってオーストラリアやカナダなどで就労した経験をもち、日本と海外の働き方の違いを強く感じたことが、デビュー作を執筆するきっかけにつながった、との旨を述べている。
一般文芸とライトノベルの区別については、「もともとライトノベルしか書かないと思っていたわけではなく、一般文芸の賞に応募したこともありますし、私の中ではジャンルの区別はないです」と語っている。

## 作品リスト

### 単行本
- ちょっと今から仕事やめてくる（2015年2月 メディアワークス文庫）
- ヒーローズ〈株〉!!!（2016年4月 メディアワークス文庫）
- 続・ヒーローズ〈株〉!!!（2017年4月 メディアワークス文庫）
- 星の降る家のローレン（2018年11月 KADOKAWA / 2020年7月 メディアワークス文庫）
- ちょっと今から人生かえてくる（2019年7月 メディアワークス文庫）
- 続々・ヒーローズ（株）!!!（2019年12月 メディアワークス文庫）
- 完・ヒーローズ（株）!!!（2020年5月 メディアワークス文庫）
- 真夜中のメンター 死を忘れるなかれ（2021年10月 実業之日本社文庫）

### 雑誌掲載作品
エッセイなど
- 「花冷えの夜に」（『別冊文藝春秋』323号、2016年4月）

## メディア・ミックス

### 映画
- ちょっと今から仕事やめてくる（2017年5月27日公開、監督・脚本：成島出、主演：福士蒼汰）

### 舞台
- ちょっと今から仕事やめてくる（2019年6月13日 - 6月23日、演出：深作健太）

### 漫画
- ちょっと今から仕事やめてくる（2017年4月 KADOKAWA） - 鈴木有布子画